# Duseviulisoma volzi
Duseviulisoma volzi är en mångfotingart som först beskrevs av Carl 1913.  Duseviulisoma volzi ingår i släktet Duseviulisoma och familjen orangeridubbelfotingar. Utöver nominatformen finns också underarten D. v. dolabratum.